# Sveriges herrlandslag i sjumannarugby
Sveriges herrlandslag i sjumannarugby representerar Sverige i sjumannarugby på herrsidan.
Laget deltog i kvalomgången vid VM 1993.

### Webbkällor
Den här artikeln är helt eller delvis baserad på material från engelskspråkiga Wikipedia, 26 mars 2014.